# Panagropsis
Panagropsis là một chi bướm đêm thuộc họ Geometridae.